# ТЭС Галемба
ТЭС Галемба – бывшая тепловая электростанция на юге Польши в городе Руда-Шлёнска.

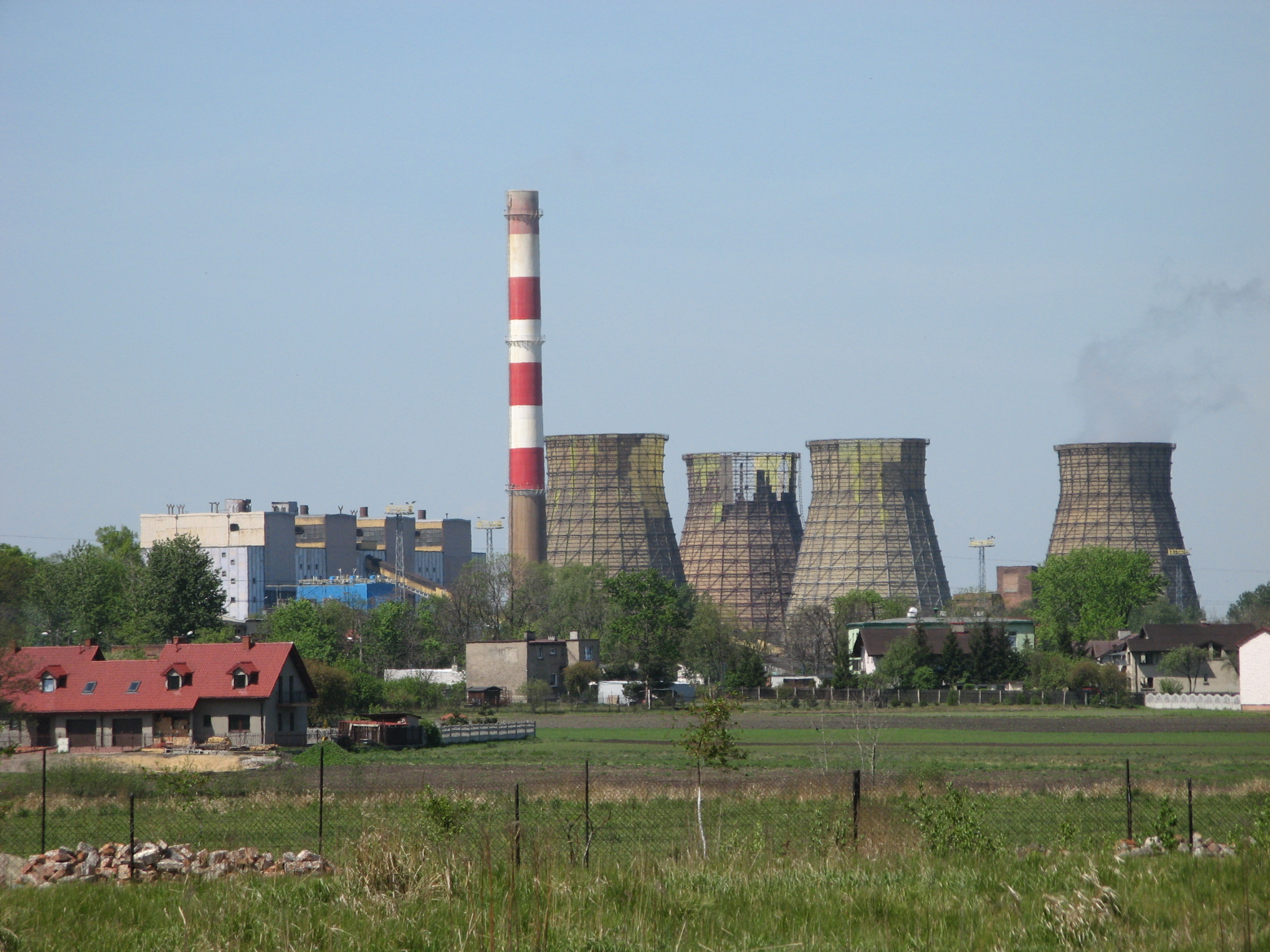
Дымовая труба и градирни станции

В 1943-м Германия начала строить в Руда-Шлёнской ТЭС Годулла мощностью 75 МВт, однако до окончания Второй мировой войны даже не успели начать монтаж основного оборудования. В послевоенные годы проект так и не возобновили, вместо этого в 1962 – 1963 годах здесь построили ТЭС из четырёх энергоблоков мощностью по 50 МВт. Все котлы OP-215 поставила рацибужская компания Rafako, тогда как турбины ТК-50 поступили от двух производителей – по две от чешской Skoda и польской Zamech (Эльблонг).
Станция также имела тепловую мощность в 60 МВт и поставляла тепло для коммунальных нужд.
Уголь доставляли на ТЭС с помощью железнодорожного транспорта, преимущественно из расположенной неподалёку шахты Галемба.
Воду для охлаждения получали из местных поверхностных источников (до 55%) и из городского водопровода.
Для удаления продуктов сгорания построили дымовую трубу высотой 110 метров.
Выдача продукции происходила по ЛЭП, рассчитанным на работу под напряжением 220 кВ и 110 кВ.
В 2006-м ТЭС вывели в резерв, через 6 лет окончательно закрыли, а в 2014 – 2015 годах осуществили демонтаж сооружений станции.